# Vítor Baía
Vítor Manuel Martins Baía (pronuncia 'vitɔɾ bɐ'iɐ) (São Pedro da Afurada, 15 ottobre 1969) è un dirigente sportivo ed ex calciatore portoghese, di ruolo portiere.
Con 33 trofei conquistati in carriera, è uno dei calciatori più titolati della storia del calcio.

## Caratteristiche tecniche

### Caratteristiche tecniche
Portiere di grande talento e di eccezionali mezzi fisici, Vitor Baia ha condiviso con Luis Figo, Rui Costa e Fernando Couto il periodo d'oro del calcio portoghese. Era un giocatore che tendeva all'intervento spettacolare e amava le parate ad alta tensione.

## Carriera

### Club

#### Gli esordi e l'ascesa verso il successo
Prodotto delle giovanili del Porto, a 16 anni gli fu consigliato di non proseguire la carriera per via di un infortunio alla mano, ma già a 19 anni fece il suo esordio ufficiale, sostituendo Józef Młynarczyk (fratturatosi una spalla in allenamento), portiere che aveva vinto la Champions League. Le ottime prestazioni garantirono a Vítor Baía la permanenza in squadra come titolare al posto di Mlynarczyk, anche quando quest'ultimo si era ormai ripreso dall'infortunio.
All'epoca era il titolare indiscusso anche della Nazionale portoghese giovanile, ma rinunciò a partecipare al Campionato mondiale di calcio Under-20 1989, giocato a metà della stagione, poiché era già divenuto la prima scelta del Porto, squadra molto impegnata nella competizione nazionale e continentale. Alla fine il club di Porto raggiunse il secondo posto in campionato e fu eliminato dal Valencia in Coppa UEFA.
Fu questo l'inizio di una carriera ad alti livelli, che vide il portiere vincere in tutto 9 titoli portoghesi in 16 anni (record), 6 Coppe del Portogallo, un campionato spagnolo, 2 Coppe di Spagna, una Coppa Intercontinentale, una Champions League, una Coppa UEFA e una Coppa delle Coppe.
Dopo essere diventato il titolare della Nazionale lusitana Under-21, esordì con la Nazionale maggiore il 19 dicembre 1990 in una partita amichevole contro gli Stati Uniti, vinta per 1-0 dai portoghesi. Avrebbe militato in Nazionale sino al 2002, totalizzando 80 presenze. Prese parte al campionato d'Europa 1996, al campionato d'Europa 2000 e al campionato del mondo 2002.
Nel suo primo periodo con Os Dragoes Baía conquistò 5 campionati di prima divisione portoghese e detiene il primato di imbattibilità per un portiere nel campionato lusitano (1191 minuti).

#### Barcellona
Nell'estate del 1996 si trasferì al Barcellona insieme all'allenatore Bobby Robson. Nella sua prima stagione in Catalogna saltò soltanto una partita di Primera División e vinse la Coppa delle Coppe, ma soffrì di alcuni problemi al ginocchio che ne impedirono l'utilizzo in campo nelle due stagioni successive, perdendosi anche la convocazione alla Supercoppa UEFA contro il Borussia Dortmund.
Sotto la guida tecnica di Louis van Gaal fu escluso dalla squadra titolare a favore di Ruud Hesp, ma i tentativi di rimpiazzare il portiere portoghese con altri estremi difensori si sarebbero rivelati per il Barcellona un fallimento. Baía fu mandato in prestito al Porto nella stagione 1998-1999. Tornato nella squadra dov'era cresciuto calcisticamente, abbandonò la casacca numero 1 per prendere quella numero 99, l'anno del suo ritorno.

#### Il ritorno al Porto e la consacrazione
Proprio quando la sua carriera sembrava essere ripresa, si infortunò nuovamente a metà della stagione 1999-2000. A metà del 2000 fu operato alle ginocchia e non recuperò più la forma, anche per via della presenza di due placche metalliche, inserite per evitare di claudicare. Non tornò in campo che a stagione 2001-2002 inoltrata, dopo un paio di partite di prova con il Porto B, ma in tempo per disputare il campionato del mondo 2002.
Disponibile sin dall'inizio della stagione per la prima volta dal 1999, in poco tempo Baía si dimostrò in grado di reggere la pressione, e sarebbe stato così sino ai contrasti con il nuovo commissario tecnico del Portogallo Luiz Felipe Scolari, dopo i Mondiali 2002. Tuttavia, dopo alcune giornate di Superliga portoghese, ebbe un litigio con l'allenatore José Mourinho e perse il posto da titolare. Scusatosi per l'incidente, disputò una delle migliori annate della sua carriera, vincendo la seconda competizione confederale, la Coppa UEFA, oltre al settimo campionato e alla quarta coppa nazionale.
Nella stagione 2003-2004 con il Porto si aggiudicò la Champions League, diventando il primo giocatore portoghese ad aver vinto la Champions League, la Coppa UEFA e la Coppa delle Coppe, entrando così nel ristretto novero dei nove calciatori nel calcio europeo capaci di quest'impresa.
Ritenuto tra i colpevoli del fallimento lusitano ai Mondiali del 2002, l'allenatore António Oliveira fu esonerato dopo aver rifiutato le dimissioni. Al suo posto fu chiamato Luiz Felipe Scolari e Baía, una delle stelle della squadra nel decennio trascorso, con un record di 80 presenze come portiere, fu ignorato dal CT. Accusato di essere la causa degli scarsi risultati della squadra durante e dopo i Mondiali di Giappone e Corea del Sud, in realtà nella rassegna asiatica Baía, benché avesse subito molti gol, aveva nel complesso ben figurato, riuscendo a tenere il Portogallo ancora in gioco contro la Corea del Sud, quando i lusitani cercavano il gol che avrebbe consentito loro di passare il turno. Nella partita contro i sudcoreani il portiere respinse svariate conclusioni a rete degli avversari da distanza ravvicinata.
Con la nomina di Scolari prima del campionato d'Europa 2004 da disputarsi in Portogallo, tra i tifosi e i media si accese un intenso dibattito sul destino di Baía in Nazionale e circa la domanda se avesse dovuto abbandonarla o meno. Scolari rifiutò sempre di rispondere alle domande su Baía e non lo convocò più malgrado il portiere avesse vinto un secondo titolo di Superliga e la Champions League 2003-2004. Nonostante fosse stato eletto dalla UEFA Miglior portiere d'Europa 2004, Scolari lo escluse dalla lista dei 23 convocati per il campionato d'Europa 2004, in cui i lusitani, padroni di casa, si piazzarono secondi.
Nella stagione 2005-2006 Co Adriaanse, neo-allenatore olandese del Porto, diede fiducia a Baía come titolare, ma verso la metà della stagione al suo posto fu promosso come titolare Helton, diventato la prima scelta dopo una performance negativa di Baía. Lo stesso Helton dichiarò a fine stagione che il proprio rendimento positivo era merito anche di Baía, il quale, accettato con professionalità il ruolo di vice, strinse una forte amicizia con il collega, come testimoniò il gesto dello scambio delle magliette tra i due nella cerimonia per la conquista del titolo nazionale.
Nella stagione 2006-2007 faceva ancora parte della rosa del Porto. Portiere di riserva, in campionato scese in campo solo nei minuti finali dell'ultima partita, potendo così fregiarsi del titolo conquistato dal club di Porto. In quell'ultima partita, il 21 maggio 2007, il pubblicò invocò a gran voce il suo ingresso sul terreno di gioco per gli ultimi minuti di gara. Baía collezionò così la sua 700ª presenza con il Porto. Alla fine dell'annata si ritirò dall'attività agonistica.

### Nazionale
Giocò in Nazionale dal 1990 al 2002 totalizzando 80 presenze e subendo 52 reti. Esordì in Nazionale il 19 dicembre 1990 contro gli USA (1-0). Il 3 settembre del 1995 indossò la fascia di capitano nella sfida contro l'Irlanda del Nord (1-1). Disputò altri 43 incontri internazionali da capitano, prima di giocare l'ultima sfida, contro l'Inghilterra il 7 settembre 2002 (1-1).

### Dopo il ritiro
Dal 2007 ricopre l'incarico dirigenziale di responsabile delle relazioni internazionali del Porto.
Nel marzo 2019 viene scelto come ambasciatore per l’Europeo 2020.

## Statistiche

### Cronologia presenze e reti in nazionale
| Cronologia completa delle presenze e delle reti in nazionale ― Portogallo | Cronologia completa delle presenze e delle reti in nazionale ― Portogallo | Cronologia completa delle presenze e delle reti in nazionale ― Portogallo | Cronologia completa delle presenze e delle reti in nazionale ― Portogallo | Cronologia completa delle presenze e delle reti in nazionale ― Portogallo | Cronologia completa delle presenze e delle reti in nazionale ― Portogallo | Cronologia completa delle presenze e delle reti in nazionale ― Portogallo | Cronologia completa delle presenze e delle reti in nazionale ― Portogallo |
| Data                                                                      | Città                                                                     | In casa                                                                   | Risultato                                                                 | Ospiti                                                                    | Competizione                                                              | Reti                                                                      | Note                                                                      |
| ------------------------------------------------------------------------- | ------------------------------------------------------------------------- | ------------------------------------------------------------------------- | ------------------------------------------------------------------------- | ------------------------------------------------------------------------- | ------------------------------------------------------------------------- | ------------------------------------------------------------------------- | ------------------------------------------------------------------------- |
| 19-12-1990                                                                | Maia                                                                      | Portogallo                                                                | 1 – 0                                                                     | Stati Uniti                                                               | Amichevole                                                                | -                                                                         | 46’                                                                       |
| 16-1-1991                                                                 | Castellón de la Plana                                                     | Spagna                                                                    | 1 – 1                                                                     | Portogallo                                                                | Amichevole                                                                | -                                                                         | 46’                                                                       |
| 23-1-1991                                                                 | Amarousio                                                                 | Grecia                                                                    | 3 – 2                                                                     | Portogallo                                                                | Qual. Euro 1992                                                           | -3                                                                        |                                                                           |
| 9-2-1991                                                                  | Ta' Qali                                                                  | Malta                                                                     | 0 – 1                                                                     | Portogallo                                                                | Qual. Euro 1992                                                           | -                                                                         |                                                                           |
| 20-2-1991                                                                 | Porto                                                                     | Portogallo                                                                | 5 – 0                                                                     | Malta                                                                     | Qual. Euro 1992                                                           | -                                                                         |                                                                           |
| 4-9-1991                                                                  | Viseu                                                                     | Portogallo                                                                | 1 – 1                                                                     | Austria                                                                   | Amichevole                                                                | -1                                                                        |                                                                           |
| 11-9-1991                                                                 | Lisbona                                                                   | Portogallo                                                                | 1 – 0                                                                     | Finlandia                                                                 | Qual. Euro 1992                                                           | -                                                                         |                                                                           |
| 12-10-1991                                                                | Lussemburgo                                                               | Lussemburgo                                                               | 1 – 1                                                                     | Portogallo                                                                | Amichevole                                                                | -                                                                         | 46’                                                                       |
| 16-10-1991                                                                | Rotterdam                                                                 | Paesi Bassi                                                               | 1 – 0                                                                     | Portogallo                                                                | Qual. Euro 1992                                                           | -1                                                                        |                                                                           |
| 20-11-1991                                                                | Lisbona                                                                   | Portogallo                                                                | 1 – 0                                                                     | Grecia                                                                    | Qual. Euro 1992                                                           | -                                                                         |                                                                           |
| 15-1-1992                                                                 | Torres Novas                                                              | Portogallo                                                                | 0 – 0                                                                     | Spagna                                                                    | Amichevole                                                                | -                                                                         |                                                                           |
| 12-2-1992                                                                 | Faro                                                                      | Portogallo                                                                | 2 – 0                                                                     | Paesi Bassi                                                               | Amichevole                                                                | -                                                                         |                                                                           |
| 31-5-1992                                                                 | New Haven                                                                 | Italia                                                                    | 0 – 0                                                                     | Portogallo                                                                | U.S. Cup                                                                  | -                                                                         |                                                                           |
| 7-6-1992                                                                  | Foxborough                                                                | Portogallo                                                                | 0 – 2                                                                     | Irlanda                                                                   | U.S. Cup                                                                  | -2                                                                        |                                                                           |
| 2-9-1992                                                                  | Linz                                                                      | Austria                                                                   | 1 – 1                                                                     | Portogallo                                                                | Amichevole                                                                | -1                                                                        |                                                                           |
| 14-10-1992                                                                | Glasgow                                                                   | Scozia                                                                    | 0 – 0                                                                     | Portogallo                                                                | Qual. Mondiali 1994                                                       | -                                                                         |                                                                           |
| 11-11-1992                                                                | Saint-Ouen                                                                | Portogallo                                                                | 2 – 1                                                                     | Bulgaria                                                                  | Amichevole                                                                | -1                                                                        | 46’                                                                       |
| 24-1-1993                                                                 | Ta' Qali                                                                  | Malta                                                                     | 0 – 1                                                                     | Portogallo                                                                | Qual. Mondiali 1994                                                       | -                                                                         |                                                                           |
| 10-2-1993                                                                 | Faro                                                                      | Portogallo                                                                | 1 – 1                                                                     | Norvegia                                                                  | Amichevole                                                                | -                                                                         | 46’                                                                       |
| 24-2-1993                                                                 | Porto                                                                     | Portogallo                                                                | 1 – 3                                                                     | Italia                                                                    | Qual. Mondiali 1994                                                       | -3                                                                        |                                                                           |
| 31-3-1993                                                                 | Berna                                                                     | Svizzera                                                                  | 1 – 1                                                                     | Portogallo                                                                | Qual. Mondiali 1994                                                       | -1                                                                        |                                                                           |
| 28-4-1993                                                                 | Lisbona                                                                   | Portogallo                                                                | 5 – 0                                                                     | Scozia                                                                    | Qual. Mondiali 1994                                                       | -                                                                         |                                                                           |
| 19-6-1993                                                                 | Porto                                                                     | Portogallo                                                                | 4 – 0                                                                     | Malta                                                                     | Qual. Mondiali 1994                                                       | -                                                                         |                                                                           |
| 5-9-1993                                                                  | Tallinn                                                                   | Estonia                                                                   | 0 – 2                                                                     | Portogallo                                                                | Qual. Mondiali 1994                                                       | -                                                                         |                                                                           |
| 13-10-1993                                                                | Porto                                                                     | Portogallo                                                                | 1 – 0                                                                     | Svizzera                                                                  | Qual. Mondiali 1994                                                       | -                                                                         |                                                                           |
| 10-11-1993                                                                | Porto                                                                     | Portogallo                                                                | 3 – 0                                                                     | Estonia                                                                   | Qual. Mondiali 1994                                                       | -                                                                         |                                                                           |
| 17-11-1993                                                                | Milano                                                                    | Italia                                                                    | 1 – 0                                                                     | Portogallo                                                                | Qual. Mondiali 1994                                                       | -1                                                                        |                                                                           |
| 19-1-1994                                                                 | Vigo                                                                      | Spagna                                                                    | 2 – 2                                                                     | Portogallo                                                                | Amichevole                                                                | -1                                                                        | 46’                                                                       |
| 7-9-1994                                                                  | Belfast                                                                   | Irlanda del Nord                                                          | 1 – 2                                                                     | Portogallo                                                                | Qual. Euro 1996                                                           | -1                                                                        |                                                                           |
| 9-10-1994                                                                 | Riga                                                                      | Lettonia                                                                  | 1 – 3                                                                     | Portogallo                                                                | Qual. Euro 1996                                                           | -1                                                                        |                                                                           |
| 13-11-1994                                                                | Lisbona                                                                   | Portogallo                                                                | 1 – 0                                                                     | Austria                                                                   | Qual. Euro 1996                                                           | -                                                                         |                                                                           |
| 18-12-1994                                                                | Lisbona                                                                   | Portogallo                                                                | 8 – 0                                                                     | Liechtenstein                                                             | Qual. Euro 1996                                                           | -                                                                         |                                                                           |
| 22-2-1995                                                                 | Eindhoven                                                                 | Paesi Bassi                                                               | 0 – 1                                                                     | Portogallo                                                                | Amichevole                                                                | -                                                                         |                                                                           |
| 26-4-1995                                                                 | Dublino                                                                   | Irlanda                                                                   | 1 – 0                                                                     | Portogallo                                                                | Qual. Euro 1996                                                           | -1                                                                        |                                                                           |
| 3-6-1995                                                                  | Porto                                                                     | Portogallo                                                                | 3 – 2                                                                     | Lettonia                                                                  | Qual. Euro 1996                                                           | -2                                                                        |                                                                           |
| 3-9-1995                                                                  | Porto                                                                     | Portogallo                                                                | 1 – 1                                                                     | Irlanda del Nord                                                          | Qual. Euro 1996                                                           | -1                                                                        | cap.                                                                      |
| 11-10-1995                                                                | Vienna                                                                    | Austria                                                                   | 1 – 1                                                                     | Portogallo                                                                | Qual. Euro 1996                                                           | -                                                                         | cap.                                                                      |
| 15-11-1995                                                                | Lisbona                                                                   | Portogallo                                                                | 3 – 0                                                                     | Irlanda                                                                   | Qual. Euro 1996                                                           | -                                                                         | cap. 85’                                                                  |
| 21-2-1996                                                                 | Porto                                                                     | Portogallo                                                                | 1 – 2                                                                     | Germania                                                                  | Amichevole                                                                | -2                                                                        | cap.                                                                      |
| 27-3-1996                                                                 | Lisbona                                                                   | Portogallo                                                                | 1 – 0                                                                     | Grecia                                                                    | Amichevole                                                                | -                                                                         | cap.                                                                      |
| 29-5-1996                                                                 | Dublino                                                                   | Irlanda                                                                   | 0 – 1                                                                     | Portogallo                                                                | Amichevole                                                                | -                                                                         | cap.                                                                      |
| 9-6-1996                                                                  | Sheffield                                                                 | Danimarca                                                                 | 1 – 1                                                                     | Portogallo                                                                | Euro 1996 - 1º turno                                                      | -1                                                                        | cap.                                                                      |
| 14-6-1996                                                                 | Nottingham                                                                | Portogallo                                                                | 1 – 0                                                                     | Turchia                                                                   | Euro 1996 - 1º turno                                                      | -                                                                         | cap.                                                                      |
| 19-6-1996                                                                 | Nottingham                                                                | Croazia                                                                   | 0 – 3                                                                     | Portogallo                                                                | Euro 1996 - 1º turno                                                      | -                                                                         | cap.                                                                      |
| 23-6-1996                                                                 | Birmingham                                                                | Rep. Ceca                                                                 | 1 – 0                                                                     | Portogallo                                                                | Euro 1996 - Quarti di finale                                              | -1                                                                        | cap.                                                                      |
| 31-8-1996                                                                 | Erevan                                                                    | Armenia                                                                   | 0 – 0                                                                     | Portogallo                                                                | Qual. Mondiali 1998                                                       | -                                                                         | cap.                                                                      |
| 5-10-1996                                                                 | Kiev                                                                      | Ucraina                                                                   | 2 – 1                                                                     | Portogallo                                                                | Qual. Mondiali 1998                                                       | -2                                                                        | cap.                                                                      |
| 9-10-1996                                                                 | Tirana                                                                    | Albania                                                                   | 0 – 3                                                                     | Portogallo                                                                | Qual. Mondiali 1998                                                       | -                                                                         | cap.                                                                      |
| 9-11-1996                                                                 | Porto                                                                     | Portogallo                                                                | 1 – 0                                                                     | Ucraina                                                                   | Qual. Mondiali 1998                                                       | -                                                                         |                                                                           |
| 14-12-1996                                                                | Lisbona                                                                   | Portogallo                                                                | 0 – 0                                                                     | Germania                                                                  | Qual. Mondiali 1998                                                       | -                                                                         | cap.                                                                      |
| 22-1-1997                                                                 | Braga                                                                     | Portogallo                                                                | 0 – 2                                                                     | Francia                                                                   | Amichevole                                                                | -2                                                                        | cap.                                                                      |
| 19-2-1997                                                                 | Nea Filadelfia                                                            | Grecia                                                                    | 0 – 0                                                                     | Portogallo                                                                | Amichevole                                                                | -                                                                         | cap.                                                                      |
| 29-3-1997                                                                 | Belfast                                                                   | Irlanda del Nord                                                          | 0 – 0                                                                     | Portogallo                                                                | Qual. Mondiali 1998                                                       | -                                                                         | cap.                                                                      |
| 7-6-1997                                                                  | Porto                                                                     | Portogallo                                                                | 2 – 0                                                                     | Albania                                                                   | Qual. Mondiali 1998                                                       | -                                                                         | cap.                                                                      |
| 22-4-1998                                                                 | Londra                                                                    | Inghilterra                                                               | 3 – 0                                                                     | Portogallo                                                                | Amichevole                                                                | -3                                                                        | cap.                                                                      |
| 19-8-1998                                                                 | Ponta Delgada                                                             | Portogallo                                                                | 2 – 1                                                                     | Mozambico                                                                 | Amichevole                                                                | -1                                                                        | cap.                                                                      |
| 6-9-1998                                                                  | Budapest                                                                  | Ungheria                                                                  | 1 – 3                                                                     | Portogallo                                                                | Qual. Euro 2000                                                           | -1                                                                        | cap.                                                                      |
| 10-10-1998                                                                | Porto                                                                     | Portogallo                                                                | 0 – 1                                                                     | Romania                                                                   | Qual. Euro 2000                                                           | -1                                                                        | cap.                                                                      |
| 14-10-1998                                                                | Bratislava                                                                | Slovacchia                                                                | 0 – 3                                                                     | Portogallo                                                                | Qual. Euro 2000                                                           | -                                                                         | cap.                                                                      |
| 18-11-1998                                                                | Setúbal                                                                   | Portogallo                                                                | 2 – 0                                                                     | Israele                                                                   | Amichevole                                                                | -                                                                         | cap. 46’                                                                  |
| 10-2-1999                                                                 | Parigi                                                                    | Paesi Bassi                                                               | 0 – 0                                                                     | Portogallo                                                                | Amichevole                                                                | -                                                                         | cap.                                                                      |
| 26-3-1999                                                                 | Guimarães                                                                 | Portogallo                                                                | 7 – 0                                                                     | Azerbaigian                                                               | Qual. Euro 2000                                                           | -                                                                         | cap. 77’                                                                  |
| 31-3-1999                                                                 | Vaduz                                                                     | Liechtenstein                                                             | 0 – 5                                                                     | Portogallo                                                                | Qual. Euro 2000                                                           | -                                                                         | cap.                                                                      |
| 5-6-1999                                                                  | Lisbona                                                                   | Portogallo                                                                | 1 – 0                                                                     | Slovacchia                                                                | Qual. Euro 2000                                                           | -                                                                         | cap.                                                                      |
| 9-6-1999                                                                  | Coimbra                                                                   | Portogallo                                                                | 8 – 0                                                                     | Liechtenstein                                                             | Qual. Euro 2000                                                           | -                                                                         | cap.                                                                      |
| 18-8-1999                                                                 | Lisbona                                                                   | Portogallo                                                                | 4 – 0                                                                     | Andorra                                                                   | Amichevole                                                                | -                                                                         | cap. 46’                                                                  |
| 4-9-1999                                                                  | Baku                                                                      | Azerbaigian                                                               | 1 – 1                                                                     | Portogallo                                                                | Qual. Euro 2000                                                           | -1                                                                        | cap.                                                                      |
| 8-9-1999                                                                  | Bucarest                                                                  | Romania                                                                   | 1 – 1                                                                     | Portogallo                                                                | Qual. Euro 2000                                                           | -1                                                                        | cap.                                                                      |
| 9-10-1999                                                                 | Lisbona                                                                   | Portogallo                                                                | 3 – 0                                                                     | Ungheria                                                                  | Qual. Euro 2000                                                           | -                                                                         | cap.                                                                      |
| 2-6-2000                                                                  | Chaves                                                                    | Portogallo                                                                | 3 – 0                                                                     | Galles                                                                    | Amichevole                                                                | -                                                                         | cap.                                                                      |
| 12-6-2000                                                                 | Eindhoven                                                                 | Portogallo                                                                | 3 – 2                                                                     | Inghilterra                                                               | Euro 2000 - 1º turno                                                      | -2                                                                        | cap. 89’                                                                  |
| 17-6-2000                                                                 | Arnhem                                                                    | Romania                                                                   | 0 – 1                                                                     | Portogallo                                                                | Euro 2000 - 1º turno                                                      | -                                                                         | cap.                                                                      |
| 24-6-2000                                                                 | Amsterdam                                                                 | Turchia                                                                   | 0 – 2                                                                     | Portogallo                                                                | Euro 2000 - Quarti di finale                                              | -                                                                         | cap.                                                                      |
| 28-6-2000                                                                 | Bruxelles                                                                 | Francia                                                                   | 2 – 1 gg                                                                  | Portogallo                                                                | Euro 2000 - Semifinale                                                    | -2                                                                        | cap.                                                                      |
| 16-8-2000                                                                 | Viseu                                                                     | Portogallo                                                                | 5 – 1                                                                     | Lituania                                                                  | Amichevole                                                                | -1                                                                        | cap. 45’                                                                  |
| 25-5-2002                                                                 | Macao                                                                     | Cina                                                                      | 0 – 2                                                                     | Portogallo                                                                | Amichevole                                                                | -                                                                         | cap. 87’                                                                  |
| 5-6-2002                                                                  | Suwon                                                                     | Stati Uniti                                                               | 3 – 2                                                                     | Portogallo                                                                | Mondiali 2002 - 1º turno                                                  | -3                                                                        | cap.                                                                      |
| 10-6-2002                                                                 | Jeonju                                                                    | Portogallo                                                                | 4 – 0                                                                     | Polonia                                                                   | Mondiali 2002 - 1º turno                                                  | -                                                                         | cap.                                                                      |
| 14-6-2002                                                                 | Incheon                                                                   | Portogallo                                                                | 0 – 1                                                                     | Corea del Sud                                                             | Mondiali 2002 - 1º turno                                                  | -1                                                                        | cap.                                                                      |
| 7-9-2002                                                                  | Birmingham                                                                | Inghilterra                                                               | 1 – 1                                                                     | Portogallo                                                                | Amichevole                                                                | -1                                                                        | cap. 46’                                                                  |
| Totale                                                                    |                                                                           | Presenze                                                                  | 80                                                                        |                                                                           | Reti                                                                      | -47                                                                       |                                                                           |

## Palmarès
È uno dei nove calciatori che si sono aggiudicati le tre principali competizioni UEFA per club.

### Club

#### Competizioni nazionali
- Campionato portoghese: 10

Porto: 1989-90, 1991-92, 1992-93, 1994-95, 1995-96, 1998-99, 2002-03, 2003-04, 2005-06, 2006-07
- Supercoppa di Portogallo: 9  (record condiviso con João Domingos Pinto)

Porto: 1990, 1991, 1993, 1994, 1999, 2001, 2003, 2004, 2006
- Coppa del Portogallo: 5

Porto: 1990-91, 1993-94, 1999-00, 2002-03, 2005-06
- Campionato spagnolo: 1

Barcellona: 1997-98
- Coppa di Spagna: 2

Barcellona: 1996-97, 1997-98
- Supercoppa di Spagna: 1

Barcellona: 1996

#### Competizioni internazionali
- Coppa delle Coppe: 1

Barcellona: 1996-1997
- Supercoppa UEFA: 1

Barcellona: 1997
- Coppa UEFA: 1

Porto: 2002-03
- UEFA Champions League: 1

Porto: 2003-04
- Coppa Intercontinentale: 1

Porto: 2004

### Individuale
- Miglior portiere dell'anno UEFA: 1

2003-04
- Calciatore portoghese dell'anno: 2

1989, 1991
- ESM Team of the Year: 1

1994-95